# Order Dobroczynności (Imperium Osmańskie)
Order Dobroczynności (tur. Şefkat Nişanı) – order kobiecy Imperium Osmańskiego, ustanowiony w 1878 przez sułtana tureckiego Abdülhamida II, zniesiony w 1923.
Dzielił się na trzy klasy:
- Komandor (ewentualnie łańcuch),
- Oficer,
- Kawaler.